# Explora

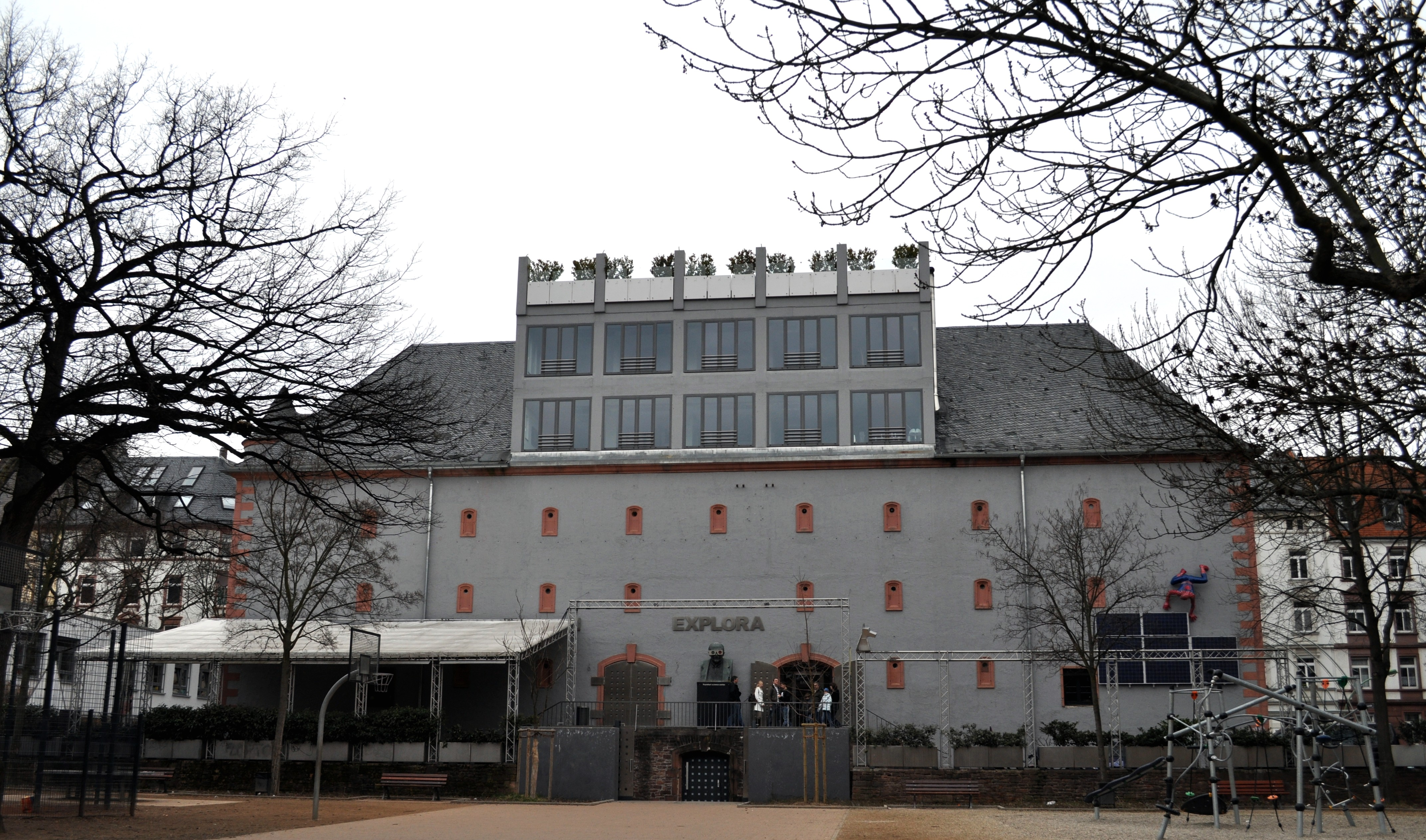
Explora Museum, Außenansicht

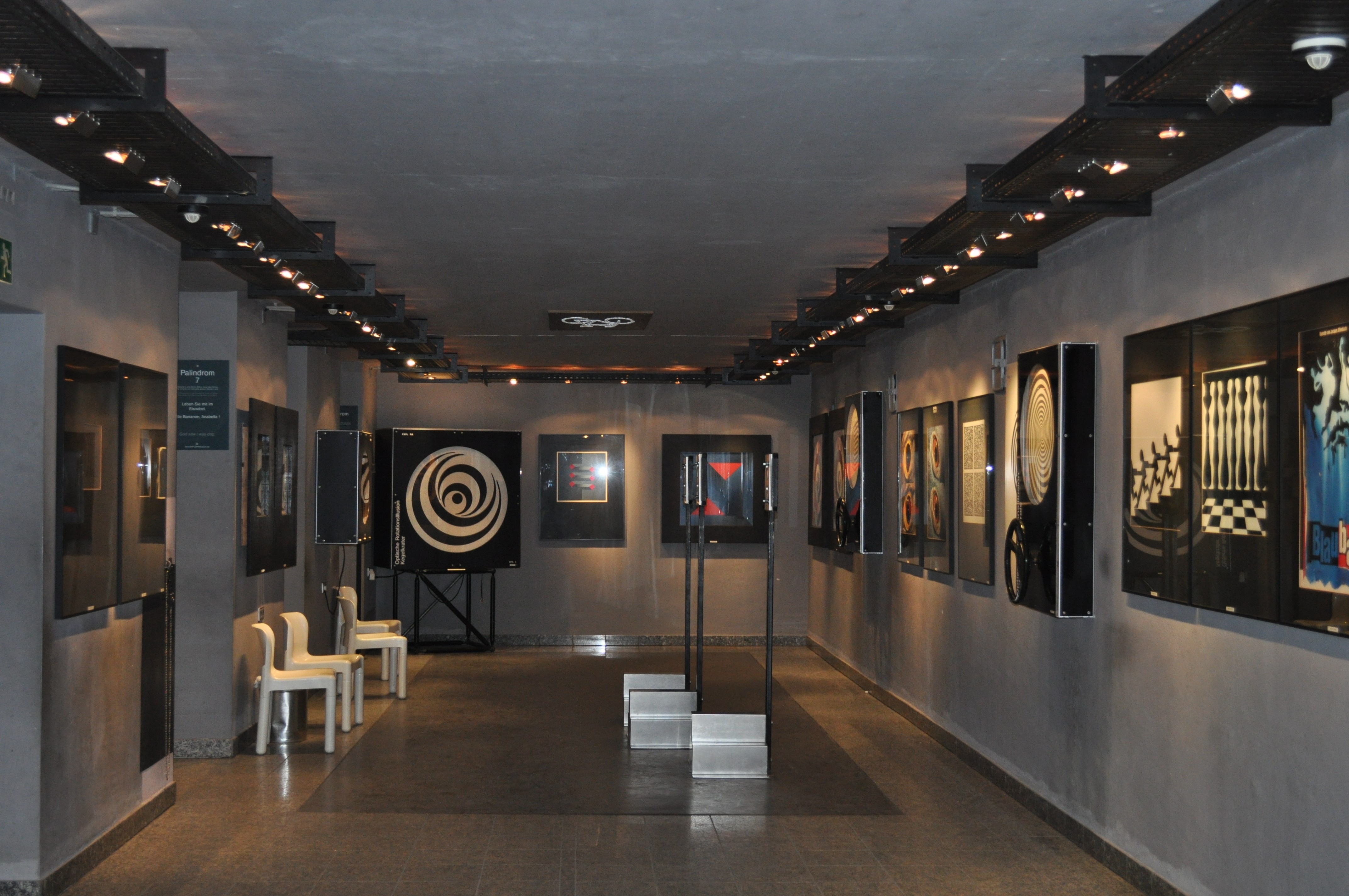
Explora Museum, Ausstellung

Das Explora oder Explora-Museum in Frankfurt am Main war ein privates Wissenschafts-Museum. Ausgestellt wurden hauptsächlich dreidimensionale Bilder, optische Täuschungen und physikalische Experimente. Das Museum wurde Ende November 2016 nach 21 Jahren geschlossen. Das Gebäude wurde verkauft und 2021/22 abgerissen.

## Museum
Das Museum stellte dreidimensionale Bilder in verschiedenen Techniken aus. Zu den Ausstellungsstücken gehörten
- Anaglyphenbilder, also Stereobilder in Rot-Grün-Technik
- Anamorphosen, also „verzerrte“ Zeichnungen, die erst mit Hilfsmitteln erkannt werden können
- Hologramme
- dreidimensionale Darstellungen mit Interferenzen
- dreidimensionale Darstellungen mit Lamellentechnik
- dreidimensionale Darstellungen mit Linsenraster-Bildern
- Vexierbilder
- QR-Codes – neben Europas größtem QR-Code zeigte das Museum verschiedene Anwendungen von QR-Codes in einem interaktiven Science Center und anderen Techniken.

Daneben wurden mathematische Denkaufgaben, mechanische, akustische und optische Experimente in unterschiedlichsten Exponaten dargestellt.
Daneben betreibt Gerhard O. Stief seit 1987 in Dinkelsbühl das Museum 3. Dimension.

## Lage
Das Museum war in einem Hochbunker gegenüber der Glauburgschule im rückwärtigen Teil des Glauburgplatzes an der Schwarzburgstraße untergebracht.

## Gebäude
Der Luftschutzbunker wurde in den Jahren 1940 bis 1943 für den Zivilschutz erbaut. Die Balustrade und die falschen Fenster sowie das Schieferdach dienten der Tarnung gegenüber der alliierten Luftaufklärung. Die 2,15 m dicken Wände und das 2 m dicke Dach aus Stahlbeton boten einen hohen Schutz gegen die alliierten Luftangriffe auf Frankfurt am Main. Am Ende des Krieges wurde das Gebäude von der Wehrmacht als Hauptquartier des Standortes Frankfurt genutzt.
Nach dem Krieg wurden hier zunächst ausgebombte Frankfurter behelfsweise untergebracht. Später diente das Gebäude als Sitz der Frankfurter Kreditanstalt. In der Folge wurde der Bunker von verschiedenen Vereinen genutzt und gleichzeitig im Kalten Krieg als Zivilschutzbunker vorgehalten.
Nach dem Ende des Kalten Kriegs nach 1989 bestand kein Bedarf mehr an Zivilschutz, und der Bunker wurde aus der Zivilschutzbindung entlassen. 1995 wurde das Gebäude an den privaten Inhaber verkauft, der dort ab dem 1. April 1994 das Museum betrieb.
Im Zeitraum 2021 bis 2022 wurde der Bunker abgerissen und soll durch ein Wohngebäude, ergänzt um soziale Einrichtungen und Gastronomie, ersetzt werden.

## Kritik
Im Januar 2016 kam das Museum in die Kritik, nachdem über den Twitter-Account des Hauses eine Kurznachricht verbreitet worden war, die sich abfällig mit der aktuellen Flüchtlingskrise auseinandergesetzt hatte. Die Stadt Frankfurt distanzierte sich in der Folge von der Äußerung des Museumsleiters, und die Familienkarte Hessen beendete die Zusammenarbeit. Die Erben des Künstlers M. C. Escher, von dem Werke in dem Explora-Museum ausgestellt wurden, wiesen darauf hin, dass dieser sich stets von Politik ferngehalten habe. Im November 2016 wurde das Haus geschlossen.